# Renato Castellani
Renato Castellani (* 4. September 1913 in Varigotti, Finale Ligure; † 28. Dezember 1985 in Rom) war ein italienischer Filmregisseur und Drehbuchautor und ein bedeutender Vertreter des italienischen Neorealismus.

## Leben
Castellani verbrachte seine Kindheit in Argentinien und kehrte 1925 in sein Geburtsland nach Mailand zurück, wo er seinen Abschluss in Architektur machte. Erste Erfahrungen mit der Filmindustrie machte er bei Aufträgen für Cineguf in der Lombardei und zog dann nach Rom, um eine Karriere als Regisseur zu beginnen.
Die Erfahrungen als militärischer Berater für Außenaufnahmen im Jahr 1936 (für den Film Il grande appello) ermöglichten ihm, als Verfasser von Exposés und Drehbuchautor zu arbeiten. Seine ersten Werke waren zwar zahlreich, sind jedoch von geringem Interesse. 1940 konnte er als Regieassistent erste Eindrücke in die Tätigkeit als Regisseur erhalten; bereits im Jahr darauf debütierte er mit Der Pistolenschuß nach der Erzählung von Alexander Sergejewitsch Puschkin, in dem er auch eine darstellende Rolle übernahm. Ein eigener visueller Stil wurde bereits in diesem Erstling deutlich.
Die beiden folgenden Filme nahmen in Form und Inhalt Elemente des Neorealismus vorweg. Der 1947 entstandene Film Unter der Sonne von Rom bildet mit den zwei nachfolgenden Werken, Es ist Frühling und Für zwei Groschen Hoffnung (Gewinner des Grand Pix der Filmfestspiele von Cannes 1952),  eine den Überlebenden des Zweiten Weltkrieges gewidmete Trilogie.
Mit seinen weiteren Filmen entfernte sich Castellani vom Neorealismus, wiewohl sie nach wie vor Beispiele für gelungene Bilderzählungen darstellen; sein erster Farbfilm Romeo und Julia mit Susan Shentall und Laurence Harvey in den Titelrollen gewann 1954 den Goldenen Löwen beim Filmfestival von Venedig. Ein Erfolg, an den er 1961 mit dem gewonnenen FIPRESCI-Preis für Der Brigant anknüpfen konnte. Sein abschließendes Kino-Werk, Una breve stagione, bildete 1969 den Übergang zu seiner Tätigkeit für das italienische Fernsehen, für das er drei biographische Filme verantwortete.
1982 wurde Castellani mit einem Ehren-David und einem Ehrenpreis der Festspiele Venedig ausgezeichnet. In seiner Laufbahn gewann er auch drei Mal das Nastro d’Argento.

## Filmografie (Auswahl)
- 1941: Der Pistolenschuß (Un colpo di pistola)
- 1946: Mein Sohn, der Professor (Mio figlio professore)
- 1948: Unter der Sonne von Rom (Sotto il sole di Roma)
- 1950: Es ist Frühling (È primavera)
- 1952: Für zwei Groschen Hoffnung (Due soldi di speranza)
- 1954: Romeo und Julia (Giulietta e Romeo)
- 1956: Träume in der Schublade (I sogni nel cassetto)
- 1958: Die Hölle in der Stadt (Nella città l’inferno)
- 1958: Auferstehung
- 1961: Der Brigant (Il brigante)
- 1963: Verrückte Seefahrt (Mare matto)
- 1964: Drei Liebesnächte (Tre notti d’amore) (eine Episode)
- 1964: Hochzeit auf italienisch (Matrimonio all’italiana, nur Drehbuch-Koautor)
- 1967: Die Über-Sinnliche (Questi fantasmi)
- 1971: Leonardo Da Vinci (La vita di Leonardo da Vinci) (Fernseh-Miniserie)
- 1982: Giuseppe Verdi – Eine italienische Legende (Verdi) (Fernseh-Miniserie)
- 1987: Der Schatz im All (L’isola del tesoro) (Fernseh-Miniserie)